# Justicia carnea
A Justicia carnea az ajakosvirágúak (Lamiales) rendjébe és a medvekörömfélék (Acanthaceae) családjába tartozó faj.

## Előfordulása
A Justicia carnea eredeti előfordulási területe Dél-Amerika atlanti-óceáni erdei ökológiai régiója. Brazílián kívül Argentínában és Paraguayban is fellelhető. Manapság a világ szubtrópusi és melegebb mérsékelt övi vidékein közkedvelt cserepes dísznövényként kereskednek vele.

## Források

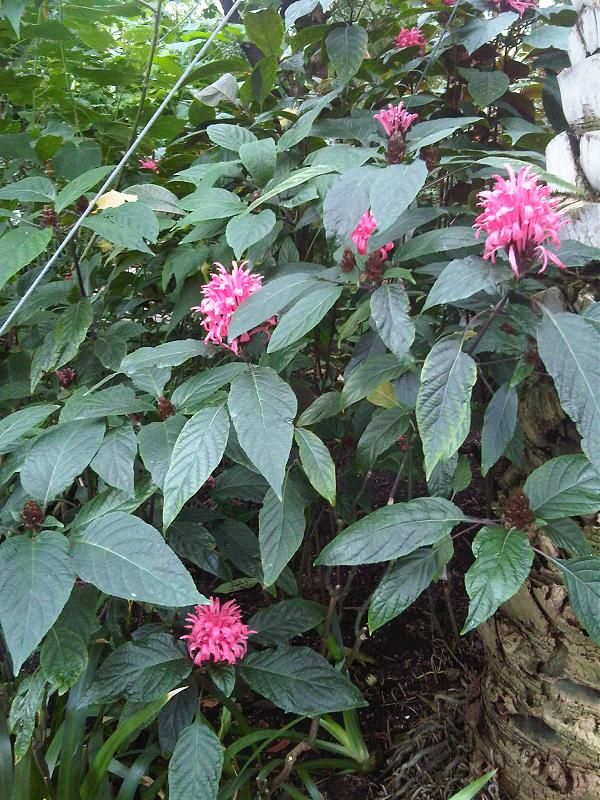
Néhány példány az angliai Kew Gardens-ban

## Megjelenése
Évelő növény, amely kis 150 centiméter magas cserjévé nő meg. A levelei 15-20 centiméter hosszúak. A virágai sűrű 10-20 centiméter széles virágzatokba tömörülnek. A tokszerű termései, körülbelül 4 magot tartalmaznak.

## Fordítás
- Ez a szócikk részben vagy egészben  a   Justicia carnea című angol Wikipédia-szócikk ezen változatának fordításán alapul.  Az eredeti cikk szerkesztőit annak laptörténete sorolja fel. Ez a jelzés csupán a megfogalmazás eredetét és a szerzői jogokat jelzi, nem szolgál a cikkben szereplő információk forrásmegjelöléseként.
- Ez a szócikk részben vagy egészben  a   Justicia carnea című spanyol Wikipédia-szócikk ezen változatának fordításán alapul.  Az eredeti cikk szerkesztőit annak laptörténete sorolja fel. Ez a jelzés csupán a megfogalmazás eredetét és a szerzői jogokat jelzi, nem szolgál a cikkben szereplő információk forrásmegjelöléseként.